# Kriegerdenkmal (D’Huison-Longueville)

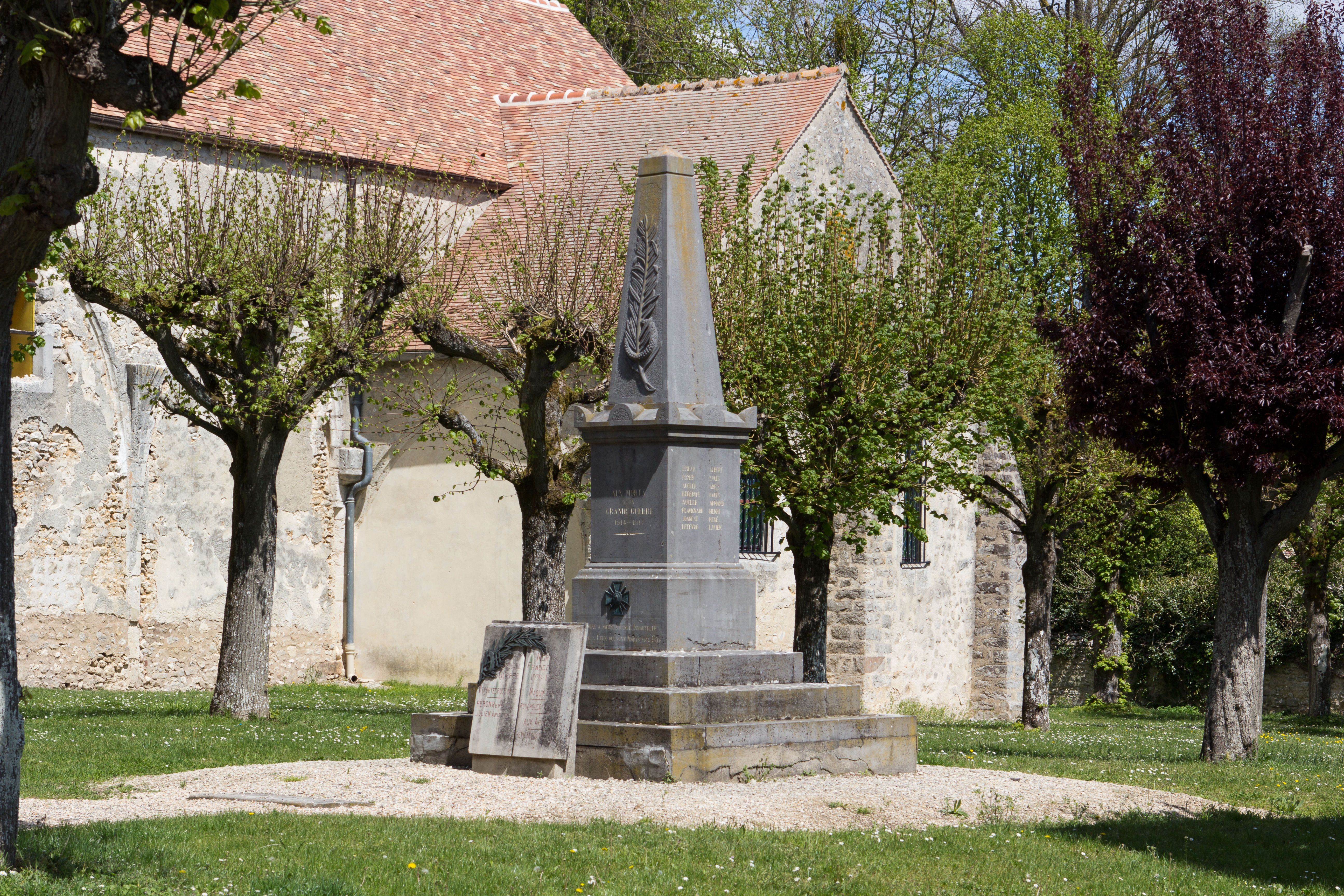
Kriegerdenkmal in D’Huison, neben der Kirche

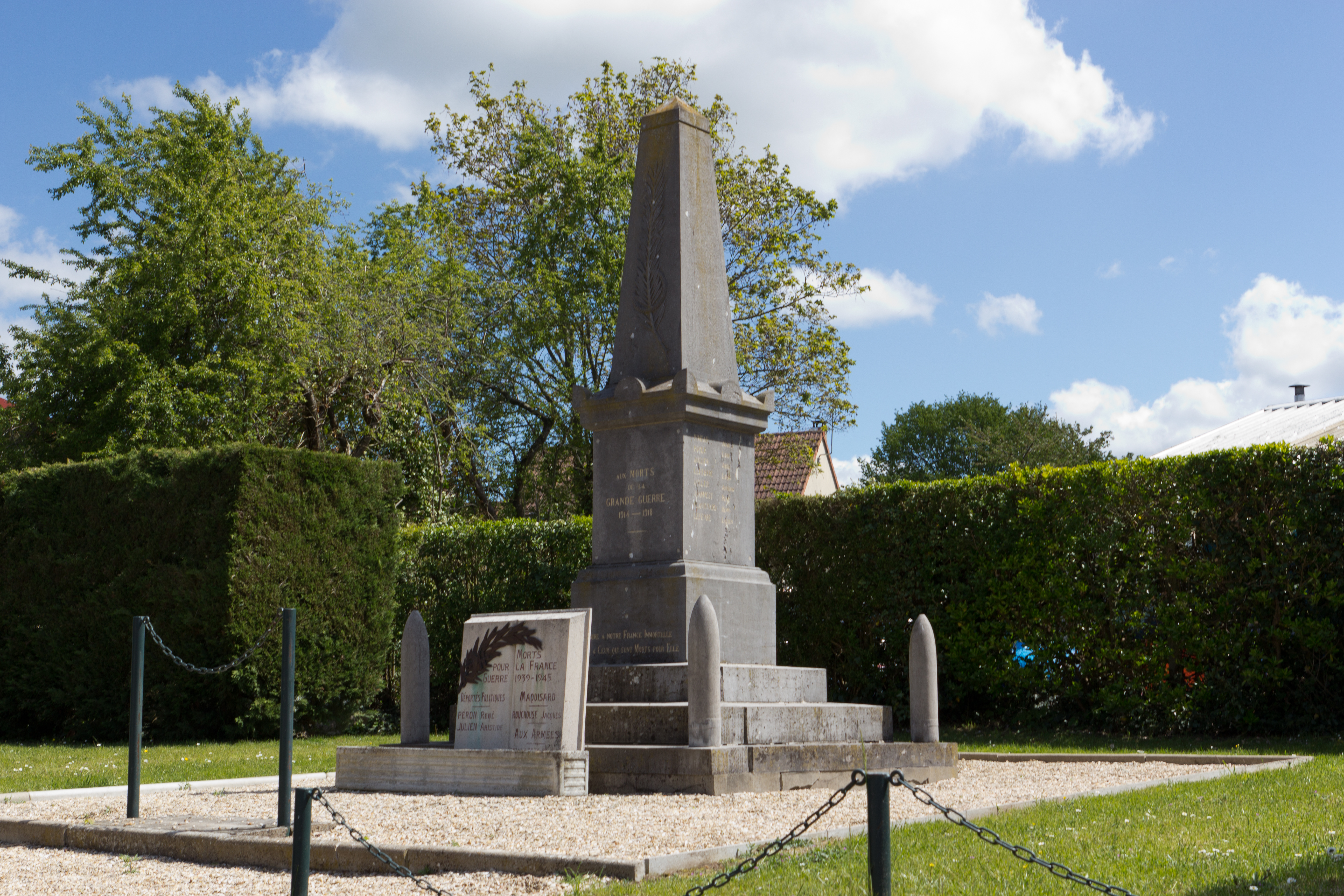
Kriegerdenkmal in Longueville

Das Kriegerdenkmal in D’Huison-Longueville, einer französischen Gemeinde im Département Essonne in der Region Île-de-France, wurde 1920 errichtet. Es existiert in zweifacher identischer Ausführung. Ein Kriegerdenkmal steht neben der Kirche im Ortsteil D’Huison (hier) und das zweite an der Route d’Etampes im Ortsteil Longueville (hier).
Da die Bewohner von Longueville mit der Aufstellung des Kriegerdenkmals in D’Huison statt in ihrem Ortsteil nicht einverstanden waren, wurde das gleiche Kriegerdenkmal auch in Longueville aufgestellt. So wird an die Toten des Ersten und Zweiten Weltkriegs mit zwei Denkmälern erinnert.